# Imad Lahoud (homme d'affaires)
Pour les articles homonymes, voir Lahoud et Imad Lahoud.
 (août 2022).
L'article doit être relu — et modifié si nécessaire — par des contributeurs indépendants pour apporter un regard critique aux contributions effectuées en violation des conditions d'utilisation de Wikipédia, tant sur la forme (notamment concernant le style encyclopédique, la proportionnalité) que sur le fond (la neutralité de point de vue, la qualité et l'indépendance des sources).
Imad Lahoud (en arabe : عماد لحود), né au Liban le 7 octobre 1967, est un homme d'affaires français.
Installé depuis 2013 aux Émirats arabes unis, il a dirigé plusieurs entreprises de l'aéronautique. Depuis 2019, il est directeur technique d'une entreprise de recherche (Nesmah).
Agrégé de mathématiques en 2009, il a été professeur de mathématiques.
Il a été auparavant directeur scientifique d'un laboratoire de recherches du groupe franco-allemand EADS, devenu Airbus Group.

## Biographie

### Naissance et famille
Imad Lahoud est né dans une famille chrétienne maronite du Liban. À la longue tradition militaire. Son grand-père a servi dans l'armée française du temps où le Liban était sous mandat français. Ses oncles du côté maternel ont tous occupé de hautes fonctions. Le premier, Victor Khouri, a été commandant en chef de l'armée libanaise entre 1977 et 1982 et ministre de la Défense pendant les premiers mois de 1979. Le second, Michel Khouri, a dirigé le deuxième bureau les services de renseignement de l'armée pendant des années. Son père, Victor Lahoud, fut également officier, comme deux de ses frères, formé en France au sein de l'École de cavalerie de Saumur. Ce dernier a servi deux ans dans le renseignement de façon officielle avant de retourner dans un régiment classique mais il a gardé des activités plus ou moins secrète pour le compte de Victor Khouri.
Imad Lahoud est le frère de Marwan Lahoud, ancien chief executive officer de MBDA, la branche missile d'EADS issue de la fusion de l'Aérospatiale et des missiles Matra, puis directeur général d'EADS, renommé AIRBUS, jusqu'à son départ sans préavis en février 2017, impliqué dans le scandale de corruption qui secoue alors le groupe aéronautique.
La parenté supposée d'Imad et Marwan avec le général Émile Lahoud, président de la République du Liban a été longtemps entretenue par Imad lui-même. Du fait de l'ampleur prise par l'affaire Clearstream 2 en France en avril 2006, la présidence de la République libanaise a dû affirmer dans un communiqué qu'Imad n'avait aucun lien de parenté avec le chef de l'État Émile Lahoud, mais que ce dernier a par contre un neveu prénommé Imad.

### Études et formation
Après des études au lycée jésuite Saint-Louis-de-Gonzague à Paris 16e, il obtient son baccalauréat en 1985. En 1989, Imad Lahoud obtient un DEA en physique.
Il commence à s'intéresser aux modèles mathématiques utilisés dans le monde de la finance lors de son stage de fin d'études au Gan. Le directeur financier auprès de qui il travaille est titulaire d'un doctorat de mathématiques. Il trouve l'expérience « amusante » et décide de suivre cette voie. Il obtient l'année suivante, un DEA de mathématiques avec mention.

## Parcours professionnel

### Les années trader
Il décroche rapidement une place à la Citibank à Paris pour s'occuper de produits dérivés. (…). Après la Citibank, en 1991, il passe 4 ans à Londres à différents postes chez UBS Merrill Lynch et Salomon.
En 1998, il crée le fonds Volter Fund : 40 millions d'euros hébergés aux îles Vierges et gérés par HL Gestion (HL pour Heilbronner et Lahoud). Le Gan, « l'un des premiers souscripteurs du fonds Volter, avec une mise de 3 millions de dollars », Fortis et les AGF y investissent. Imad Lahoud fait alors l'objet d'un reportage d'Éric Rochant, Traders, programmé sur Arte le 10 avril 2001.
Le fonds fait faillite en trois jours à la rupture de la bulle des nouvelles technologies, à l'été 2000. Fortis porte plainte en juillet 2000 pour escroquerie et usage de faux. Imad Lahoud fait trois mois de détention provisoire.

### DGSE
Début février 2003, il collabore ponctuellement avec la DGSE (Direction générale de la sécurité extérieure) pour lutter contre le financement du terrorisme, mais cette collaboration prend rapidement fin à la fin du mois de mai.
Selon le journal Libération du 3 mai 2006, il prétendait détenir des informations sur des opérations de « noircissement d'argent » propre vers des fonds clandestins autour de la famille ben Laden jusqu'à début 2001. À la demande du général Philippe Rondot, chargé au ministère de la Défense de la coordination des services de renseignements et des opérations spéciales, une dizaine de rencontres sont organisées entre la DGSE et Imad Lahoud de janvier à avril 2003. Des missions de récupération de documents sont alors programmées, mais sans résultats. En avril 2003, la DGSE arrête cette collaboration. Les juges saisissent le « dossier de contact » avec Imad Lahoud pendant leur perquisition à la DGSE fin mars 2006.

### EADS (2003 - 2007)
En 2003, il est recruté par Jean-Louis Gergorin à EADS, sur recommandation de son frère Marwan, comme consultant puis est nommé en 2005 directeur scientifique au centre de recherche de Suresnes.
C'est à ce titre que le 7 février 2005, Imad Lahoud, présente à une vingtaine de fonctionnaires de la défense et des services de renseignement français, les résultats d'une étude de plusieurs mois montrant une vulnérabilité majeure dans le BlackBerry. Pour les informaticiens du centre de recherche de EADS, cette faille est surprenante. Alors que les différentes briques composant l'architecture de sécurité du BlackBerry se sont toutes révélées très solides, une seule, celle concernant l'algorithme de compression-décompression des données, présenterait des faiblesses. Les e-mails reçus sur un BlackBerry transitant systématiquement par les serveurs de la société éditrice, Research in Motion (RIM), situés au Canada et en Grande-Bretagne, les chercheurs de EADS ont donc émis de sérieux doutes sur la sécurité du système
.

### Affaires judiciaires
Affaire Clearstream 2
Selon des notes de la DST jamais publiées, mais citées abondamment dans la presse, Imad Lahoud est suspecté d'être l'auteur des lettres anonymes et des CD-ROM envoyés au juge Renaud Van Ruymbeke instruisant l'affaire des frégates de Taïwan. Ces documents anonymes sont à l'origine de l'affaire Clearstream 2.
- Liens avec EADS : Imad Lahoud est le frère de Marwan Lahoud, ancien CEO de MBDA, la branche missile d'EADS et nouveau Directeur Général d'EADS, nommé en juin 2007. En juin 2003, Imad Lahoud entre dans le groupe aéronautique EADS. Il aurait été recruté à EADS par Jean-Louis Gergorin, alors vice-président d'EADS, chargé de la stratégie du groupe, sur recommandation du général Philippe Rondot. À l'été 2004, il est responsable du service chargé de la sécurité informatique dans un centre de recherche d'EADS. Son équipe aurait découvert une faille[10] du logiciel des BlackBerry. Elle a aussi travaillé pour la sûreté des systèmes d'information embarqués chez Airbus.
- Liens avec le général Philippe Rondot : Imad Lahoud est le fils d'un officier supérieur libanais. En 2003, Jean-Louis Gergorin présente Imad Lahoud au général Rondot, conseiller du ministre de la Défense pour le renseignement et les opérations spéciales. Imad Lahoud affirme pouvoir aider la DGSE à lutter contre le terrorisme islamiste par sa connaissance des réseaux de la finance internationale.
- Liens avec la DGSE : de février à juin 2003, Imad Lahoud travaille pour la DGSE comme « bénévole », communément appelé « honorable correspondant ».
- Liens avec le journaliste Denis Robert : en mars 2003, Imad Lahoud rencontre dans sa maison près de Metz l'écrivain-journaliste Denis Robert pour sa connaissance du système Clearstream. Denis Robert affirme qu'il lui a remis un CD-ROM contenant les listings de comptes Clearstream, ce que démentira Imad Lahoud devant les juges. Selon Philippe Rondot, Imad Lahoud copie également son disque dur lors d'un moment d'inattention de son hôte. « Quand l'affaire sort dans la presse », a dit au Monde Denis Robert, « je constate que les listings sont comparables aux miens : même typographie, mêmes expressions et thèmes abordés dans nos conversations et repris dans les courriers envoyés au juge. J'en ai parlé à Imad. Il m'a dit : Je t'expliquerai. Et on a rompu les ponts. »[11] Dans une fin non publiée de son dernier livre La Domination du monde postée sur son blog[12], Denis Robert met en scène un « corbeau » écrivant à un juge d'instruction à l'issue d'une enquête d'un journaliste contre une multinationale de la finance.
- Liens avec Florian Bourges : Florian Bourges est un ancien auditeur d'Arthur Andersen entendu comme témoin par les juges le 7 juin 2006. Il aurait obtenu les fichiers Clearstream originaux lors d'un audit officiel de Clearstream dans les suites de la sortie de Révélation$ de Denis Robert. Florian Bourges aurait remis des listings authentiques et anonymes de comptes Clearstream à Imad Lahoud en septembre 2003. Il a remarqué une ressemblance entre des colonnes de ses propres fichiers et les faux remis au juge Renaud Van Ruymbeke au printemps 2004. Imad Lahoud aurait utilisé le pseudonyme « MatrixNeo » sur les faux comme sur son ordinateur expertisé par la justice. Selon lui, Imad Lahoud, employé à EADS, s'est fait passer pour un agent des services secrets travaillant sur le financement du terrorisme pour se faire remettre les fichiers Clearstream.
- Rencontres avec Nicolas Sarkozy : en octobre 2006, Imad Lahoud a déclaré avoir « rencontré » Nicolas Sarkozy « à deux reprises » en 2004 pour « évoquer » ce dossier, ce que le ministre de l'intérieur, partie civile dans cette affaire, a démenti. Il avait nié toute rencontre avant cette date et cette déclaration semble motivée par la sortie le 16 novembre 2006 du livre Un fiasco français par le journaliste du Figaro Éric Decouty[13].
- Intrusion dans le système de Clearstream : selon le général Rondot, Imad Lahoud aurait pénétré devant lui, à deux reprises, le système informatique de Clearstream. Lors de ces communications en ligne, Imad Lahoud lui aurait alors montré les comptes nominatifs incriminés. Cette intrusion a été niée par son avocat Me Olivier Pardo.
- Transmission d'un CD-ROM à la DGSE : Imad Lahoud nie toute implication dans cette affaire, ainsi que Jean-Louis Gergorin. Lors d'une conférence de presse le 28 avril 2006, il a réaffirmé qu'« [il n'a] remis ni à la DGSE ni au général Rondot des fichiers manipulés, trafiqués ou travestis ». Il a confirmé avoir récupéré un CD-ROM de comptes Clearstream auprès de Denis Robert et l'avoir confié le jour même à un collaborateur du général Dominique Champtiaux, directeur de cabinet de Pierre Brochand, directeur de la DGSE.
- Procédure : le 12 mai 2006, son domicile privé est à nouveau perquisitionné par les juges Jean-Marie d'Huy et Henri Pons dans le cadre de l'affaire Clearstream 2. Du matériel informatique a été saisi. Auparavant, son domicile avait déjà été perquisitionné en avril 2005 et son bureau chez EADS en mars 2006. Imad Lahoud a été placé en garde à vue le 7 juin 2006 au matin. Sa mise en examen pour « dénonciation calomnieuse, faux et usage de faux » lui a été notifié le 9 juin 2006.
- Condamnations : Imad Lahoud, a été condamné jeudi 11 décembre 2008 par le tribunal correctionnel de Paris à deux ans de prison avec sursis et 100 000 euros d'amende dans une affaire d'abus de biens sociaux. Soupçonné d'être le falsificateur des listings informatiques dans l'affaire Clearstream. Examinant les réquisitions du parquet, la 11e chambre a interdit au mathématicien de diriger une société durant cinq ans à l'instar de cette affaire.

Le 20 octobre 2009, le procureur de la république requiert deux ans de prison dont six mois avec sursis contre lui. Le 28 janvier 2010, il est reconnu coupable de complicité de dénonciation calomnieuse, de faux, d'usage de faux et de recel d'abus de confiance et condamné à trois ans de prison dont 18 mois avec sursis et 40 000 euros d'amende par le tribunal correctionnel de Paris.
Il est condamné à trois ans de prison dont 18 mois ferme, le 14 septembre 2011. Son pourvoi a été rejeté par la cour de cassation le 27 février 2013.
Affaire du Volter Fund Ltd
Imad Lahoud fut l'animateur du fonds d'investissement Volter Fund, associé à son beau-père François Heilbronner, ancien dirigeant du Gan. Ce fonds spéculatif (hedge fund) enregistré dans les îles Vierges britanniques géra jusqu'à 42 millions de dollars d'investissements. Il fit faillite en 2000 à l'effondrement des valeurs technologiques.
Le 2 octobre 2000, Imad Lahoud et son beau-père François Heilbronner ont fait l'objet d'une mise en examen pour escroquerie aggravée. Lahoud est également soupçonné d'avoir établi de fausses valorisations des parts du Volter Funds Ltd à en-tête de sa société (HL Gestion). Il aurait donné des instructions à des tiers pour qu'ils procèdent de même. Ces documents auraient pu endormir la méfiance des investisseurs et éviter qu'ils ne soldent leurs placements.
En 2012, dans le cadre de cette affaire, Imad Lahoud est condamné à trois ans de prison avec sursis.
Un partenaire de golf
En février 2001, Imad Lahoud aurait reçu 100 000 euros d'un de ses partenaires de golf, Michel Pomaret. Ce dernier affirme que cette somme aurait dû être investie sur un compte-titres nominatif dans un établissement financier. Lahoud aurait encaissé cet argent pour le réinvestir dans ses propres sociétés. Lorsque Pomaret lui a demandé par référé ce qu'était devenu son argent, Lahoud a produit un document à en-tête de Fidus SAL (une société financière libanaise du Groupe Société générale), mentionnant un avoir au nom de Pomaret d'un montant de 3 215,18 euros. En réalité, ce document était un faux, le compte n'avait jamais existé.
Imad Lahoud fut mis en examen au début de l'été 2002, pour faux et complicité de faux, par les juges Valérie Salmeron et Isabelle Prévost-Desprez. Fidus S.A.L s'est constituée partie civile. Elle réclame à Lahoud des dommages-intérêts pour « faux et usage de faux ».
En mars 2004, Imad Lahoud est interpellé et placé en garde à vue dans cette affaire. Selon le récit fait par le général Rondot aux juges, Dominique de Villepin, ministre de l'intérieur, lui a téléphoné pour lui demander « de sortir Lahoud de là ». Le juge d'instruction chargé du dossier a ordonné sa remise en liberté avant que Philippe Rondot ait eu à intervenir.
Cette affaire devait être jugée le 17 mai 2006, elle a été reportée en raison de l'hospitalisation pour dépression de Lahoud. Finalement, le tribunal correctionnel de Paris a condamné mercredi 27 septembre 2006 Imad Lahoud à six mois d'emprisonnement avec sursis et 65 000 euros de dommages-intérêts pour avoir abusé de la confiance de son ancien associé Michel Pomaret en détournant les 100 000 euros que ce dernier lui avait confiés.
Le 10 octobre 2006, Imad Lahoud a été placé en garde à vue par la brigade financière pour cette affaire.
PSL Golf
Avec Michel Pomaret, Imad Lahoud a également investi dans PSL Golf, une société d'édition et de promotion de l'image de grands golfeurs dont Imad Lahoud est le gérant. La gestion de cette société est également visée par la justice.
Le 12 janvier 2006, au retour des premières commissions rogatoires, le parquet de Paris a accordé au magistrat instructeur un réquisitoire supplétif pour abus de biens sociaux de 196 787 euros au profit d'Imad Lahoud.
Un abri à la DGSE et à EADS
Dans une lettre de mai 2005 à Philippe Marland, le directeur de cabinet de Michèle Alliot-Marie, le général Rondot estimait que la volonté de Lahoud de rentrer à la DGSE ou dans toute autre administration, était motivée par la volonté de s'abriter de la justice.
En août 2006, la Commission consultative du secret de la défense nationale (CCSDN) a donné son accord pour la déclassification du dossier d'habilitation d'Imad Lahoud à travailler pour EADS. La CCSDN a émis « un avis favorable à la déclassification du dossier d'habilitation d'Imad Lahoud, à l'exception, le cas échéant, des mentions à caractère technique ou interne dont la protection paraîtrait nécessaire au ministre ». Il appartient maintenant à la ministre de la Défense de se prononcer sur cette demande de la justice.
Plainte d'EADS pour escroquerie et plagiat
EADS, qui l'a licencié, reproche à Imad Lahoud notamment d'avoir dépensé 84 000 euros en taxis entre octobre 2004 et mai 2006 alors qu'il disposait d'une voiture de fonction. Le groupe européen d'aéronautique et de défense accuse aussi Imad Lahoud de lui avoir facturé des études qu'il a plagiées sur des rapports déjà achetés par EADS à d'autres sociétés.
Un de ces rapports, « Éléments pour une cyberdéfense française et européenne », serait ainsi identique « à dix mots près » à un document rédigé par la société de conseil Gheran. Imad Lahoud a été payé pour ce rapport 20 000 euros, selon EADS. Il aurait fait de même avec un autre rapport pour lequel il a demandé 15 000 euros.
Le 31 août 2016, Imad Lahoud « se retrouve devant le tribunal correctionnel de Paris, jugé dans l'affaire d'escroquerie et d'abus de confiance présumés au préjudice d'EADS. » ; « Imad Lahoud, 50 ans, est poursuivi pour escroquerie, abus de confiance et faux ».
Dans le jugement rendu le 19 octobre 2016, le Tribunal correctionnel de Paris relaxe Imad Lahoud.

### Professeur agrégé de mathématiques
Après son départ d'EADS, il s'inscrit à la préparation « haut de gamme » de Paris-VII (Diderot). La première année, une dépression le tient loin des cours. En juillet 2009, à la suite de deux tentatives infructueuses en 2007 et 2008, il obtient l’agrégation de mathématiques ; il est, à la suite d'un stage dans le secondaire, enseignant en classe préparatoire aux grandes écoles (CGPE) en tant qu’enseignant remplaçant tout d’abord puis titularisé à la rentrée de septembre 2010. Il enseigne au lycée Carnot en semaine et à Intégrale les week-ends et pendant les vacances scolaires,. Il quitte le lycée Carnot en 2013 à la suite d'un conflit d'intérêts, ses collègues l'accusant de débaucher ses meilleurs élèves pour qu'ils le rejoignent à Intégrale. Il enseigne ensuite à plein temps à Intégrale.

### Retour vers l'aéronautique
En 2016, il devient directeur général d'Atlas Aerospace, une société émiratie de maintenance, de formation et d'intégration aéronautique. Ce partenaire d'Airbus est le petit dernier du conglomérat Atlas Group d'Ahmed Seddiq al-Mutawaa, un proche du clan familial régnant à Abou Dabi, les Al Nahyane. Au sein d'Atlas Aerospace, Imad Lahoud est épaulé par Ali al-Marzooqi, ex-officier des forces spéciales, et par Simon Copeland, ancien spécialiste de l'ingénierie d'armement du ministère britannique de la défense qui a travaillé sur les programmes saoudiens de BAE Systems.

### Nesmah
En tant que directeur technique de la société Nesmah, il dépose plusieurs brevets dans le domaine des inhalateurs électroniques - ou cigarette électronique - et, plus précisément, un « inhalateur par ultrason » « omprenant : une structure de réservoir de liquide comprenant une chambre de liquide adaptée pour recevoir le liquide à atomiser, une chambre de sonication en communication fluidique avec la chambre de liquide, un élément capillaire disposé entre la chambre de liquide et la chambre de sonication, dans lequel l'élément capillaire est un matériau au moins partiellement en fibres de bambou (...) ».

## Vie personnelle
Imad Lahoud a été l'époux d'Anne-Gabrielle Heilbronner. Il est père de cinq enfants, issus de deux lits différents.

## Ouvrages
- Le coupable idéal, Éditions Privé, 2007.  (ISBN 978-2-35076-058-2).
- Avec Joulak Hédi, Exercices et problèmes mathématiques en PCSI/MPSI - 1e année, avec  Éditions Ellipses, 2013.  (ISBN 978-2-72988-139-9)